# Raphaël Enthoven

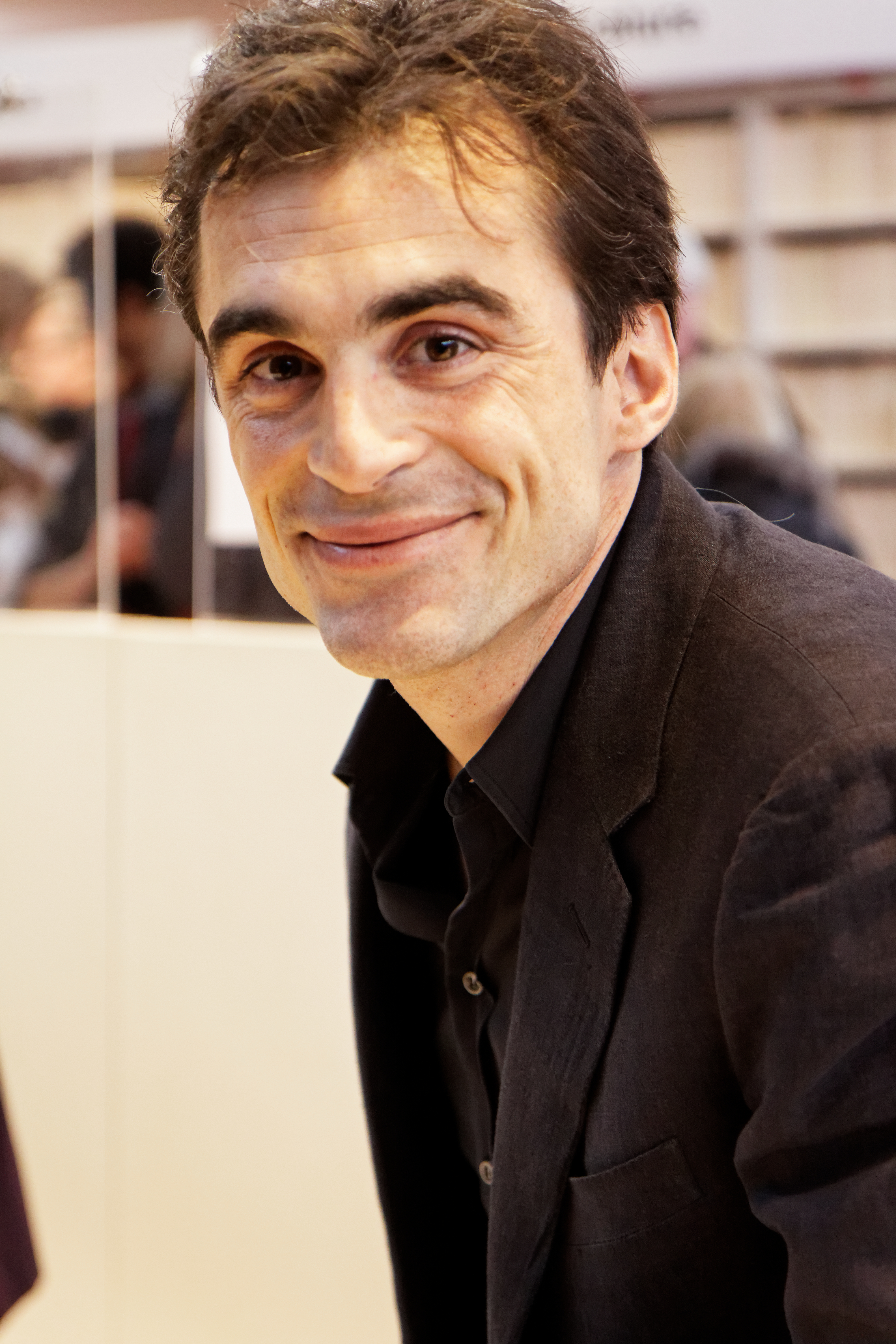
Raphaël Enthoven 2013

Raphaël Enthoven (* 9. November 1975 in Paris) ist ein französischer Philosoph und Fernsehmoderator.

## Leben
Enthoven wurde 1975 in Paris geboren. Er ist der Sohn des französischen Publizisten Jean-Paul Enthoven, der ein Vertreter der „Nouvelle Philosophie“ war.
Raphaël Enthoven lehrte vorübergehend am Institut d’études politiques de Paris und der École polytechnique in Paris. Er ist redaktioneller Berater der monatlich erscheinenden Zeitschrift Philosophie Magazine, moderiert die Sendung Les nouveaux chemins de la connaissance im öffentlich-rechtlichen Hörfunkprogramm France Culture und ist Verfasser zahlreicher Schriften, darunter La philosophie – Un jeu d’enfant, Kant, la tête dans les nuages und Sartre, la liberté dans tous ses états.
Seit Oktober 2008 ist er der Produzent und Moderator der Sendereihe Philosophie des Fernsehsenders Arte. Jeden Sonntag erwartet Enthoven zusammen mit einem weiteren Wissenschaftler Zuschauer zu einer Fragestunde. Die Sendung hinterfragt Begriffe wie Macht, Verantwortung, Körper oder Melancholie anhand vertrauter teils berühmter, teils dem aktuellen Zusammenhang entnommener Bilder.

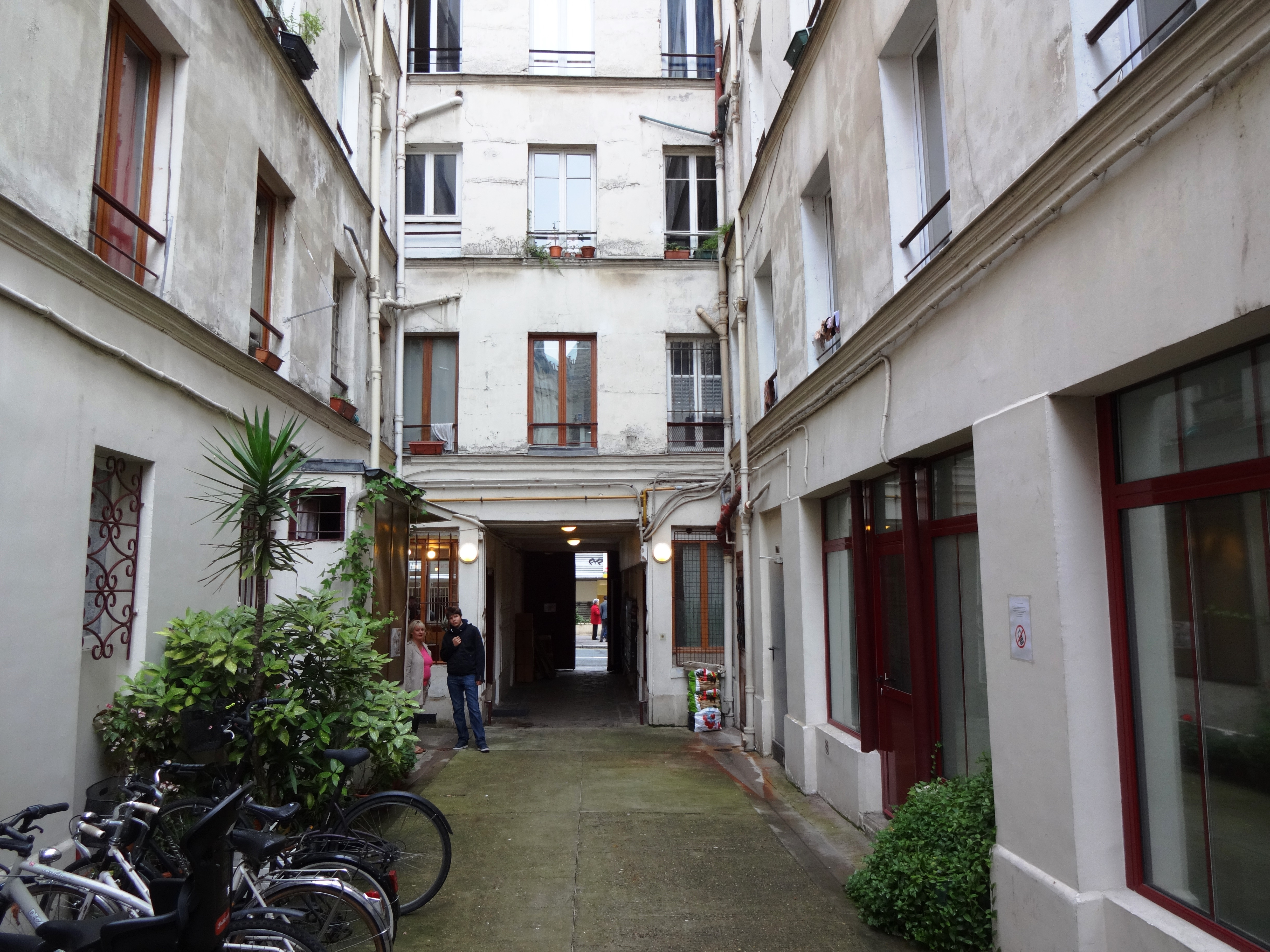
Innenhof des Hauses in der Rue St. Maur für die Filmaufnahmen ARTE "Philosophie", Paris

Enthoven heiratete 1996 die Schriftstellerin Justine Lévy. Nach dem Scheitern der Ehe war er mit Carla Bruni liiert und hat mit ihr einen Sohn, Aurélien (* 2001). Mit der Schauspielerin Chloé Lambert hat er einen weiteren Sohn. Er ist der Vater von insgesamt vier Kindern.
Im Jahr 2017 produzierte Enthoven eine Hörfunksendung über die antirassistische Aktivistin Rokhaya Diallo; zwischen 2018 und 2022 erwähnte er sie 478 Mal, meist negativ, auf der Plattform Twitter. Die Tageszeitung Le Monde schrieb bereits 2018 über die täglichen Beleidigungen gegen Diallo:
„Ein Blick auf Twitter genügt, um zu sehen, wie konsequent der Philosoph Raphaël Enthoven, der Essayist Laurent Bouvet und der Präfekt Gilles Clavreul […] Rokhaya Diallo attackieren. Fast täglich und mit einer Besessenheit, die an Pathologie grenzt, werfen diese weißen Männer, Medienintellektuelle, sie ihren ‚Followern‘ zum Fraß vor. Sie wissen, dass sie so handeln können, ohne sich rechtfertigen zu müssen, vor allem in einer Zeit, in der rassistischen Äußerungen freier Lauf gelassen und die Identitätsfrage aufgeheizt wird.“
Als Diallo sich gegen die Angriffe wehrte, zeigte Enthoven sie an und forderte von ihr 12.000 Euro Schadenersatz wegen „öffentlicher Verleumdung“. Vom Gericht wurde Diallo von allen Anklagepunkten freigesprochen, und es wurde festgestellt, dass sie Enthoven nicht beleidigt, sondern ihm lediglich „eine bösartige Besessenheit“ vorgeworfen habe.

## Auszeichnungen
- 2013: Prix Femina Essai (zusammen mit Jean-Paul Enthoven) für Dictionnaire amoureux de Marcel Proust